# Diogo Ortiz de Vilhegas
Pour les articles homonymes, voir Ortiz.
Diogo Ortiz de Vilhegas, en espagnol Diego Ortiz de Villegas, né en 1457 à Calzadilla (royaume de Castille), et mort en 1519 à Almeirim, est un homme d'Église d'origine espagnole venu au Portugal en tant que confesseur de la princesse Jeanne de Castille lors de son mariage avec Alphonse V en 1475.
Successivement évêque de Tanger (1491-1500), de Ceuta (1500-1504) et de Viseu (1505-1519), c'est aussi un savant cosmographe et géographe qui participe notamment à l'examen du projet de Christophe Colomb en 1484, qu'il rejette.

## Biographie

### Origines familiales et formation
Il est le fils d'Alphonse Ortiz de Villegas.

### Sous le règne d'Alphonse V
Il vient au Portugal comme confesseur de la princesse Jeanne de Castille, dite « la Beltraneja » (1462-1530), mariée en 1475 avec le roi Alphonse V (1432-1481).
Il reste au Portugal sous les règnes de Jean II (1455-1495) et de Manuel Ier (1469-1521).

### Sous le règne de Jean II
En 1484, le roi est sollicité par un navigateur, Christophe Colomb, pour financer son projet d'atteindre les Indes (l'Asie orientale) en naviguant vers l'ouest, à travers l'Océan. Colomb réside depuis 1475 au Portugal où il a épousé Filipa Perestrelo, fille de Bartolomeu, un des découvreurs de Madère en 1419. Jean II, qui poursuit en même temps la grande exploration lancée par Henri le Navigateur en 1415, dont le but est d'atteindre les Indes en contournant l'Afrique par le sud, nomme une commission de trois experts, dont Diego Ortiz. Les deux autres sont José Vizinho, astronome, et maître Rodrigo, médecin, tous deux juifs. Les trois hommes s'accordent pour rejeter le projet de Colomb, qui part l'année suivante en Castille pour le présenter aux Rois catholiques.
Diego Ortiz est aussi présent lorsque le roi charge Pêro da Covilhã et Afonso de Paiva de rechercher le Prêtre Jean, ayant étudié avec soin la carte du monde de ces deux navigateurs.
Comme récompense, en 1491, Jean le nomme prieur du monastère de São Vicente de Fora et évêque de Tanger.
Il accompagne le monarque durant ses dernières années et assiste à sa mort à Alvor en 1495. Dans son testament, le défunt le recommande à son successeur, son cousin Manuel, duc de Beja.

### Sous le règne de Manuel
Ce dernier suivant l'exemple de son prédécesseur nomma Diego successivement évêque de Ceuta et de Viseu.
Diego est aussi chargé de l'éducation du prince héritier, l'infant Jean (Jean III à partir de 1521).
Mort à Almeirim (ville située sur le Tage, à 50 km au nord-est de Lisbonne) est inhumé au monastère de Notre Dame de la Serra, de l'ordre des Dominicains.

## Écrits
- O Cathecismo Pequeno da doctrina e instruiçam que os christaãos ham de creer e obrar pêra conseguir a bem aventurança eterna, Lisbonne, 1504
- Historia passionis Domini Iesu, Lisbonne, 1542.